# Temperatura equivalent
La temperatura equivalent és la temperatura que té una bombolla d'aire quan tot el vapor d'aigua contingut es condensa i els valors de la pressió a l'inici i al final del procés de condensació es mantenen iguals. És un índex de sensació tèrmica en el qual una persona, experimentaria el mateix intercanvi tèrmic per radiació i convecció, que en el recinte real (en el qual es troba).
Engloba la temperatura seca i la temperatura radiant mitjana.
{\displaystyle T_{e}=T+{\frac {L_{v}}{c_{p}+x\cdot c_{w}}}\cdot x}
No obstant això, per a una avaluació més correcta de la sensació tèrmica cal tenir en compte també altres variables (velocitat de l'aire, índex d'indument, activitat).

## Referència
1. ↑  «temperatura equivalent». Diccionari de meteorologia.  TERMCAT. [Consulta: 28 maig 2022].
2. ↑  «Temperatura equivalent». Gran Enciclopèdia Catalana.  Barcelona:  Grup Enciclopèdia Catalana.